# Cho Gu-ham
Cho Gu-ham (kor. 조구함 ;ur. 30 lipca 1992) – południowokoreański judoka. Olimpijczyk z Rio de Janeiro 2016, gdzie zajął dziewiąte miejsce w wadze półciężkiej.
Złoty medalista mistrzostw świata w 2018. Wicemistrz igrzysk azjatyckich w 2018 i trzeci w 2014. Brązowy medalista mistrzostw Azji w 2013. Wygrał uniwersjadę w 2013 i 2015 roku.

## Letnie Igrzyska Olimpijskie 2016
| Konkurencja | Rundy eliminacyjne   | Rundy eliminacyjne      | Klas. końcowa |
| Konkurencja | Przeciwnik I         | Przeciwnik II           | Miejsce       |
| ----------- | -------------------- | ----------------------- | ------------- |
| 100 kg      | Martin Pacek (SWE) Z | Artem Błoszenko (UKR) P | 9.            |